# Катастрофа Ан-2 под Усухчаем
В понедельник 22 июня 1970 года на горе Китин Киль в окрестностях села Усухчай (Ахтынский район Дагестанской АССР) потерпел катастрофу Ан-2 компании Аэрофлот, в результате чего погибли 2 человека.

## Самолёт
Ан-2 с бортовым номером СССР-42651 (заводской — 1G41-21, номер двигателя — КЛ 8115020) был выпущен 19 декабря 1963 года. На момент катастрофы самолёт принадлежал Махачкалинскому авиаотряду Азербайджанского управления гражданской авиации и имел наработку 4882 лётных часа и 8798 посадок.

## Катастрофа
Экипаж из 111-го лётного отряда (командир воздушного судна З.П.Кахруманов и второй пилот Л. А. Смирнов) выполнял рейсы № 123/124 из Махачкалы в Ахты, с пролётом Дербента, и обратно. Согласно выданному экипажу прогнозу погоды, на участке Дербент — Ахты ожидалась облачность 7—10 баллов слоисто-кучевая и кучево-дождевая высотой 600—800 метров, а в районе Ахты — 2—5 баллов слоисто-кучевая высотой 1000—1500 метров, при видимости более 10 километров.
Однако на самом деле над Дербентом стояла кучево-дождевая облачность 10/10 баллов высотой 1200 метров, а над Ахты — слоисто-кучевая 9/9 высотой 1000 метров при видимости 12 километров. Между тем Инструкция по проведению полётов (ИПП) для этой линии устанавливала погодный минимум по высоте облачности 2800 метров, а по горизонтальной видимости — более 10 километров. Таким образом, что по прогнозу, что по факту, погода на данном маршруте не соответствовала установленному минимуму по высоте нижней границы облачности.
Тем не менее, в 08:15 МСК Ан-2 вылетел из Махачкалинского аэропорта и в 09:24 приземлился в Ахты. Здесь на борт сели четыре взрослых пассажира и один ребёнок, после чего в 09:32 самолёт вылетел обратно в Махачкалу. Поднявшись до высоты 1800 метров, экипаж доложил о выходе из зоны аэропорта и закончил связь. Затем на высоте 1800—1850 метров авиалайнер влетел в разорванную облачность. Вскоре через разрывы облаков экипаж увидел под собой село Мискинджа, но принял его за Усухчай, до которого было ещё 6 километров. Имея неправильные представления о своём местонахождении, экипаж выполнил установленный ИПП поворот на курс 50—60°, после чего довернул на ОПРС Дербент и начал набирать высоту.
Через короткое время летящий в облаках на высоте 2150 метров Ан-2 врезался в безлесный склон (крутизна 45°) горы Гестинкиль высотой 2788 метров. От удара разрушилась правая полукоробка, двигатель был разбит, а фюзеляж деформирован. Пилотов при ударе выкинуло из кабины, при этом второй пилот получил лишь незначительные ушибы. Он оказал первую помощь остальным, после чего, по указанию командира, направился за помощью в ближайшее село — Усухчай. Узнав о происшествии, в Усухчае собралась большая группа местных жителей, которых на вертолёте Ми-4 перебросили к месту падения для быстрейшего оказания помощи пострадавшим. Этим же вертолётом пострадавших доставили в село Гапцах, где они получили первую медицинскую помощь, а затем эвакуированы в Ахты. Однако две женщины всё же умерли от полученных травм в этот период.

## Причины
Как установила комиссия, аэропорт Ахты поначалу был закрыт из-за облачности 9 баллов. Тогда его начальник Л. Н. Перинов исправил в бланке погоды облачность с 9 на 3 балла, что позволяло открыть аэропорт. Далее эта исправленная погода была передана в аэропорты. Это преступное исправление значительно поспособствовало принятию экипажем неправильного решения на вылет при нелётном прогнозе погоды по маршруту.

Выводы
Главной причиной катастрофы является нарушение экипажем требований НПП ГА-66, выразившееся во входе в облачность при выполнении полёта по ПВП в горной местности и спрямлении маршрута полёта на участке Ахты — Дербент.
Способствующая причина: Выпуск самолёта из а/п Махачкала и Ахты при погоде, не соответствующей установленному минимуму.
— 